# Anri The Best
『Anri The Best』（アンリ・ザ・ベスト）は、杏里9枚目のベスト・アルバム。2000年5月24日発売。発売元はフォーライフ・レコード。規格品番はFLCF-3791。

## 概要
- 歌手デビューした1978年から、1999年に発表した21枚目のアルバム『EVER BLUE』までの楽曲から33曲をセレクト。杏里自らプロデュースを手掛けている。
- 杏里の楽曲は『meditation』や『16th Summer Breeze』『OPUS 21』などで再録音されたものが多いが、本作はすべて初出時のオリジナルバージョンで収録されている。
- ジャケットや歌詞カードはアロハシャツを基に、タグや洗濯表示マークを多用したデザインとなっており、杏里の画像は使用されていない。
- 2015年現在、オリコンTOP10にランクインした最後の作品となっている。
- 2011年7月27日にはBlu-Spec CD仕様盤が発売された（商品番号：FLCF-5032）。

## 収録曲

### Disc 1
1. オリビアを聴きながら
  - 作詞・作曲：尾崎亜美、編曲：瀬尾一三
  - デビューシングル。
2. ドルフィン・リング
  - 作詞・作曲：ANRI、編曲：小倉泰治
  - 29thシングル。映画『結婚』主題歌。
  - 杏里にとって9年ぶり[2]のTOP10ヒットとなった。
3. 嘘ならやさしく
  - 作詞：吉元由美、作曲：ANRI、編曲：小倉泰治
  - 26thシングル。カネボウ「テスティモ・ルージュ」CMソング。
4. HAPPY ENDでふられたい
  - 作詞：吉元由美、作曲：ANRI、編曲：小倉泰治
  - 20thシングル。JTたばこ「サムタイム」CMソング。
5. LANI〜Heavenly Garden〜
  - 作詞：吉元由美、作曲：ANRI、編曲：小倉泰治
  - 28thシングル。フジテレビ系『不思議サスペンス』テーマソング。
6. 悲しみがとまらない
  - 作詞：康珍化、作曲：林哲司、編曲：角松敏生・林哲司
  - 14thシングル。
7. 最後のサーフホリデー
  - 作詞：吉元由美、作曲：ANRI、編曲：小倉泰治
  - 22ndシングルのB面。カナダドライジンジャーエールCMソング。
8. 愛してるなんてとても言えない
  - 作詞：吉元由美、作曲：ANRI、編曲：小倉泰治
  - 12thアルバム『BOOGIE WOOGIE MAINLAND』から。
9. SUMMER CANDLES
  - 作詞：吉元由美、作曲：ANRI、編曲：小倉泰治
  - 22ndシングル。
  - 日本テレビ系ドラマ『恋人も濡れる街角 URBAN LOVE STORY』主題歌
  - JTたばこ「サムタイム」CMソング。
10. ALL OF YOU
  - 作詞：吉元由美、作曲：ANRI、編曲：入江純
  - 9thアルバム『MYSTIQUE』から。
  - 後に『16th Summer Breeze』で再録音されたものが30thシングルとして発売された[3]。
11. 逢えないせつなさと
  - 作詞：西尾佐栄子、作曲：ANRI、編曲：MARK PORTMANN
  - 40thシングル。フジテレビ系『ウチくる!?』エンディングテーマ。
12. Groove A・Go・Go
  - 作詞：吉元由美、作曲：ANRI、編曲：小倉泰治
  - 13thアルバム『CIRCUIT of RAINBOW』から。
  - フジテレビ系ドラマ『ハートに火をつけて!』主題歌。
13. YOU ARE NOT ALONE
  - 作詞：康珍化、作曲・編曲：林哲司
  - 6thアルバム『Timely!!』から。
14. Sweet Emotion
  - 作詞：吉元由美、作曲：ANRI、編曲：小倉泰治
  - 24thシングル。カネボウ「テスティモルージュ」CMソング。
15. 砂浜
  - 作詞・作曲：かおる、編曲：岡田徹
  - 7thシングル「コットン気分」のB面。
16. 夏の月
  - 作詞：西尾佐栄子、作曲：ANRI、編曲：小倉泰治
  - 39thシングル。キヤノン「IXY」CMソング
  - ハウス食品「完熟トマトとシーフードのカレー」CMソング。

### Disc 2
1. CAT'S EYE
  - 作詞：三浦徳子、作曲：小田裕一郎、編曲：大谷和夫
  - 13thシングル。杏里にとって最大のヒット曲。
  - 日本テレビ系アニメ『キャッツ♥アイ』オープニングテーマ。
2. Future For You
  - 作詞：吉元由美、作曲：ANRI、編曲：小倉泰治
  - 36thシングル。
  - フジテレビ系『ポンキッキーズ』挿入歌、国内信販「KCカード」CMソング。
3. ONE〜愛はふたりの言葉だから〜
  - 作詞：吉元由美、作曲：ANRI、編曲：小倉泰治
  - 17thアルバム『1/2&1/2』から。
4. コットン気分
  - 作詞・作曲：かおる、編曲：岡田徹
  - 7thシングル。花王コロン「リマーラ」CMソング。
5. 地中海ドリーム
  - 作詞・作曲：尾崎亜美、編曲：鈴木茂
  - 2ndシングル。
6. ラスト ラブ
  - 作詞・作曲：ANRI、編曲：小倉泰治
  - 27thシングル。
  - 日本テレビ系ドラマ『結婚しないかもしれない症候群』主題歌。
7. スノーフレイクの街角
  - 作詞：吉元由美、作曲：ANRI、編曲：小倉泰治
  - 23rdシングル。JTたばこ「サムタイム」CMソング。
8. INNOCENT TIME
  - 作詞：園部和範、作曲：ANRI、編曲：小倉泰治
  - 17thシングル[4]のB面。テレビ東京系「スキーNOW'86」テーマソング。
9. SHARE 瞳の中のヒーロー
  - 作詞・作曲：ANRI、編曲：ROBBIE BUCHANAN・JEREMY LUBBOCK
  - 31stシングル。長野オリンピックオフィシャルテーマ。
  - 後に再録音されたものが、37thシングルとして発売された[5]。
10. さよなら シングル・デイズ
  - 作詞：吉元由美、作曲：ANRI、編曲：入江純
  - 11thアルバム『SUMMER FAREWELLS』から。
11. P.S. 言葉にならない
  - 作詞：吉元由美、作曲：ANRI、編曲：小倉泰治
  - 13thアルバム『CIRCUIT of RAINBOW』から。
  - 昭和シェル石油「Xカード」CMソング。
12. 思いきりアメリカン
  - 作詞：竜真知子・ANRI、作曲：小林武史、編曲：佐藤準
  - 10thシングル。花王コロン「リマーラ」CMソング。
13. LOVE LETTERS
  - 作詞：吉元由美、作曲：ANRI、編曲：小倉泰治
  - 14thアルバム『MIND CRUISIN'』から。
14. Dreaming
  - 作詞：吉元由美、作曲：ANRI、編曲：小倉泰治
  - 16thアルバム『MOANA LANI』から。
15. Voice of my heart
  - 作詞：LINDA HENNRICK、作曲：ANRI、編曲：小倉泰治
  - 15thアルバム『NEUTRAL』から。全英語詞。
  - フィリップ・イングラム[6]とのデュエット曲。
16. CIRCUIT of RAINBOW
  - 作詞：吉元由美、作曲：ANRI、編曲：小倉泰治
  - 13thアルバム『CIRCUIT of RAINBOW』から。
  - 昭和シェル石油「Xカード」CMソング。
17. I CAN'T EVER CHANGE YOUR LOVE FOR ME
  - 作詞・作曲・編曲：角松敏生
  - 7thアルバム『COOOL』から。

## スタッフ
- Produced by ANRI
- Co-Produced by Takahiro Kawashima（Colony Surf）
- Directed by Nobuo Tsunetomi（For Life）
- Mastered by Eddy Schreyer at Oasis Mastering, LA

- Art Direction：Hideyuki Taguchi（RAM）
- Design：Naoko Harashima（RAM）
- Cover Photographs：Shozo Nakamura
- Art Coordination：Mitsuru Komagata